# Nuculana acuta
Nuculana acuta is een tweekleppigensoort uit de familie van de Nuculanidae. De wetenschappelijke naam van de soort is voor het eerst geldig gepubliceerd in 1832 door Conrad als Nucula acuta.